# Liste der Kantone im Département Manche
Das Département Manche liegt in der Region Normandie in Frankreich. Es untergliedert sich in vier Arrondissements mit 27 Kantonen (französisch cantons).
Siehe auch: Liste der Gemeinden im Département Manche

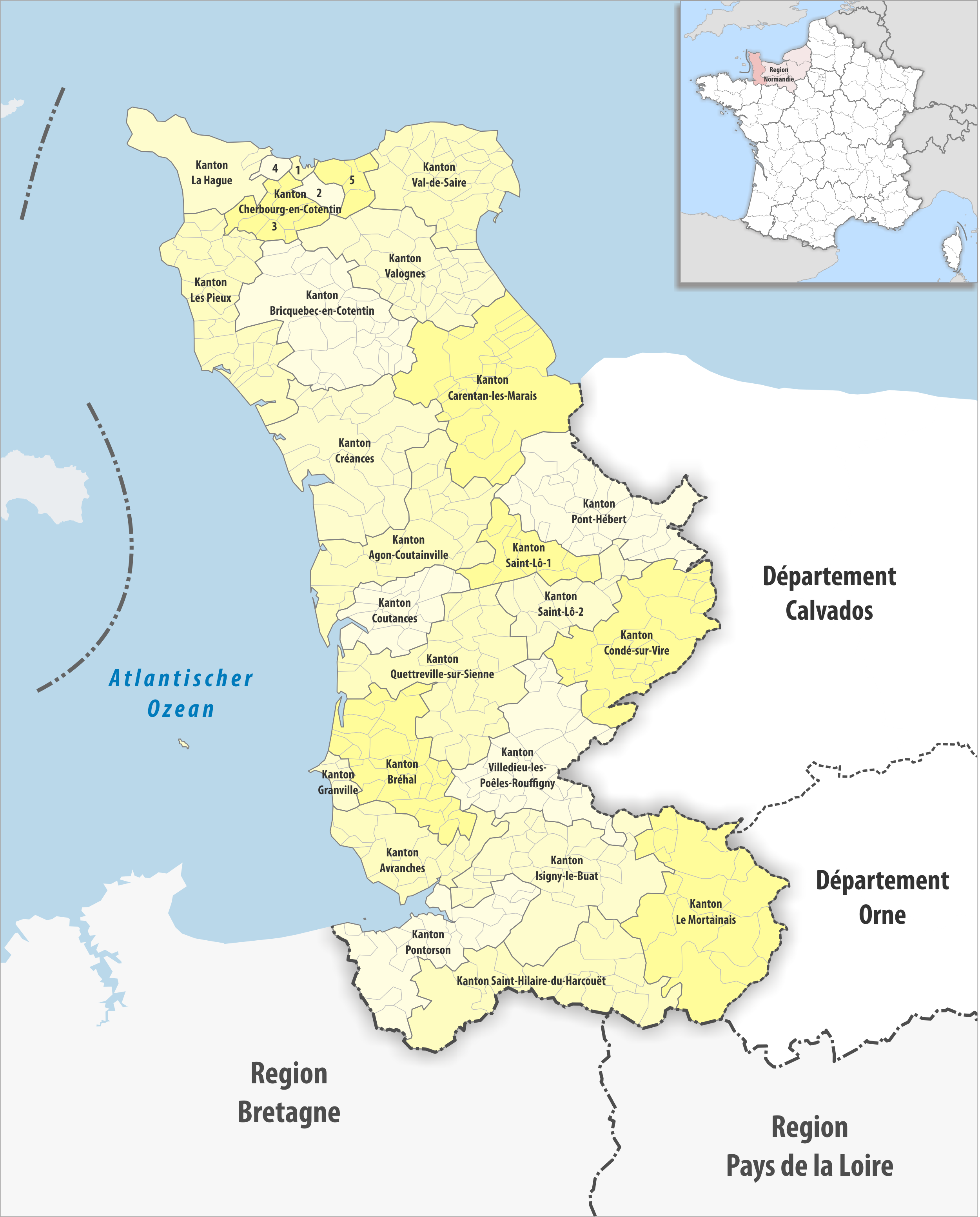
Gemeinden und Kantone im Département Manche

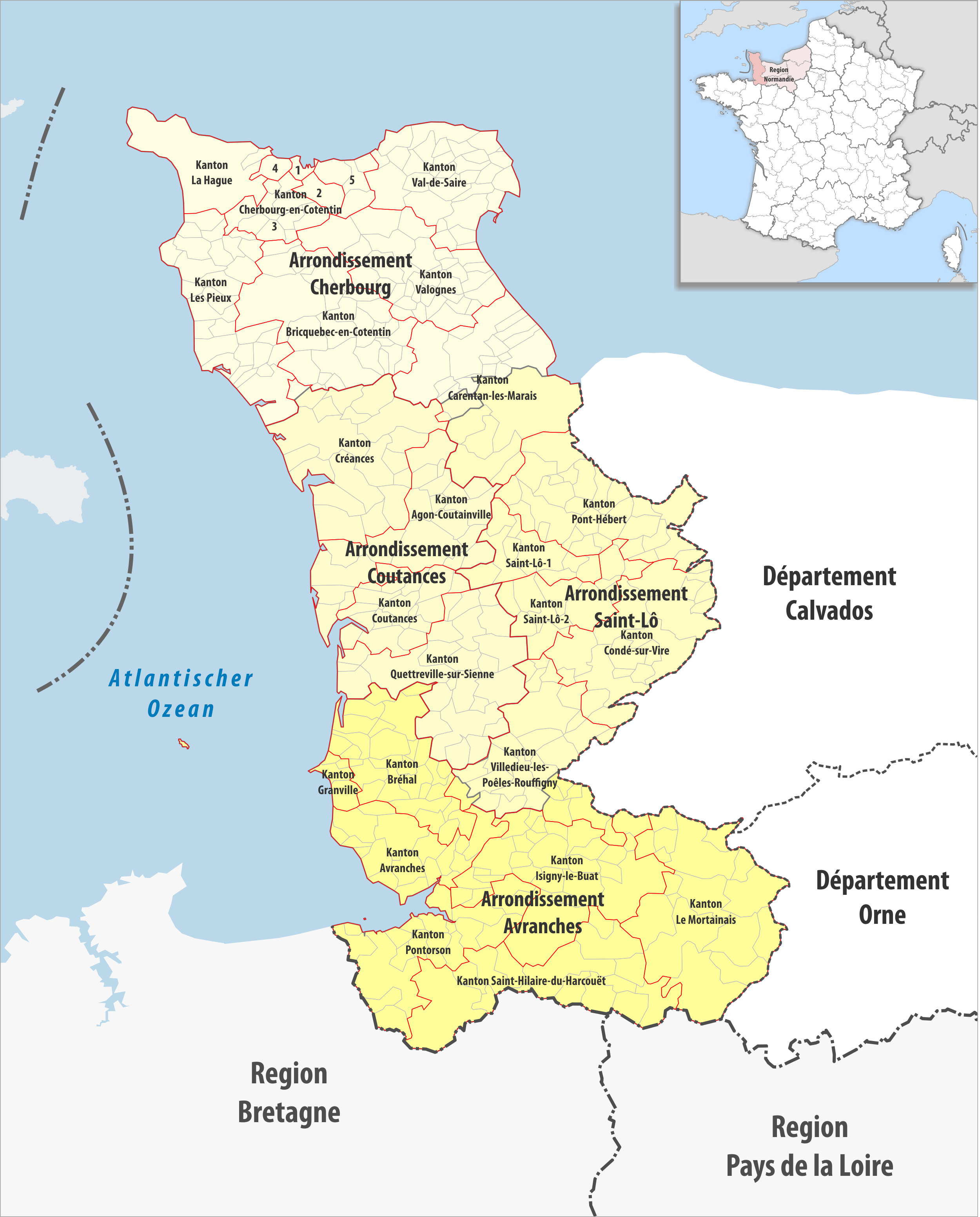
Gemeinden, Arrondissemente und Kantone im Département Manche

| Kanton                         | Gemeinden | Einwohner 1. Januar 2022 | Fläche km² | Dichte Einw./km² | Code INSEE | Arrondissement(e)              |
| ------------------------------ | --------- | ------------------------ | ---------- | ---------------- | ---------- | ------------------------------ |
| Agon-Coutainville              | 20        | 18.915                   | 288,08     | 66               | 5001       | Coutances                      |
| Avranches                      | 16 1⁄2    | 22.191                   | 183,68     | 121              | 5002       | Avranches                      |
| Bréhal                         | 27        | 20.911                   | 241,45     | 87               | 5003       | Avranches                      |
| Bricquebec-en-Cotentin         | 27        | 17.927                   | 329,25     | 54               | 5004       | Cherbourg                      |
| Carentan-les-Marais            | 20 1⁄2    | 21.468                   | 400,56     | 54               | 5005       | Cherbourg, Coutances, Saint-Lô |
| Cherbourg-en-Cotentin-1        | 1⁄6       | 16.764                   | 3,56       | 4.709            | 5006       | Cherbourg                      |
| Cherbourg-en-Cotentin-2        | 1⁄6       | 15.598                   | 22,59      | 690              | 5007       | Cherbourg                      |
| Cherbourg-en-Cotentin-3        | 9 1⁄6     | 18.017                   | 82,47      | 218              | 5008       | Cherbourg                      |
| Cherbourg-en-Cotentin-4        | 1⁄6       | 15.780                   | 12,89      | 1.224            | 5012       | Cherbourg                      |
| Cherbourg-en-Cotentin-5        | 3 1⁄6     | 19.331                   | 43,40      | 445              | 5024       | Cherbourg                      |
| Condé-sur-Vire                 | 17        | 20.132                   | 301,34     | 67               | 5009       | Saint-Lô                       |
| Coutances                      | 16        | 17.066                   | 139,59     | 122              | 5010       | Coutances                      |
| Créances                       | 19        | 16.360                   | 353,65     | 46               | 5011       | Cherbourg, Coutances           |
| Granville                      | 4         | 21.490                   | 29,21      | 736              | 5013       | Avranches                      |
| La Hague                       | 1 ⁄6      | 16.400                   | 154,52     | 106              | 5014       | Cherbourg                      |
| Isigny-le-Buat                 | 26 1⁄2    | 17.467                   | 355,31     | 49               | 5015       | Avranches                      |
| Le Mortainais                  | 17        | 14.323                   | 430,80     | 33               | 5016       | Avranches                      |
| Les Pieux                      | 28        | 21.486                   | 269,92     | 80               | 5017       | Cherbourg                      |
| Pont-Hébert                    | 25 1⁄2    | 15.972                   | 285,70     | 56               | 5018       | Saint-Lô                       |
| Pontorson                      | 21        | 17.573                   | 251,27     | 70               | 5019       | Avranches                      |
| Quettreville-sur-Sienne        | 24        | 17.727                   | 350,65     | 51               | 5020       | Coutances                      |
| Saint-Hilaire-du-Harcouët      | 15        | 18.915                   | 334,95     | 56               | 5021       | Avranches                      |
| Saint-Lô-1                     | 9 1⁄2     | 19.885                   | 120,34     | 165              | 5022       | Saint-Lô                       |
| Saint-Lô-2                     | 10 1⁄2    | 21.803                   | 149,59     | 146              | 5023       | Saint-Lô                       |
| Valognes                       | 31        | 20.556                   | 270,33     | 76               | 5025       | Cherbourg                      |
| Val-de-Saire                   | 29        | 17.082                   | 252,44     | 68               | 5026       | Cherbourg                      |
| Villedieu-les-Poêles-Rouffigny | 27        | 15.676                   | 293,93     | 53               | 5027       | Avranches, Saint-Lô            |
| Département Manche             | 445       | 496.815                  | 5.951,47   | 83               | 50         | –                              |

## Liste ehemaliger Kantone
Bis zum Neuzuschnitt der französischen Kantone im März 2015 war das Département Manche wie folgt in 52 Kantone unterteilt:
| Arrondissement | Kantone |
| -------------- | --- |
| Avranches      | Avranches, Barenton, Brécey, Ducey, Granville, La Haye-Pesnel, Isigny-le-Buat, Juvigny-le-Tertre, Mortain, Pontorson, Saint-Hilaire-du-Harcouët, Saint-James, Saint-Pois, Sartilly, Sourdeval, Le Teilleul                                                                                          |
| Cherbourg      | Barneville-Carteret, Beaumont-Hague, Bricquebec, Cherbourg-Octeville-Nord-Ouest, Cherbourg-Octeville-Sud-Est, Cherbourg-Octeville-Sud-Ouest, Équeurdreville-Hainneville, Montebourg, Les Pieux, Quettehou, Sainte-Mère-Église, Saint-Pierre-Église, Saint-Sauveur-le-Vicomte, Tourlaville, Valognes |
| Coutances      | Bréhal, Cerisy-la-Salle, Coutances, Gavray, La Haye-du-Puits, Lessay, Montmartin-sur-Mer, Périers, Saint-Malo-de-la-Lande, Saint-Sauveur-Lendelin |
| Saint-Lô       | Canisy, Carentan, Marigny, Percy, Saint-Clair-sur-l’Elle, Saint-Jean-de-Daye, Saint-Lô-Est, Saint-Lô-Ouest, Tessy-sur-Vire, Torigni-sur-Vire, Villedieu-les-Poêles |